# Bülend Ulusu
Saim Bülend Ulusu (Distrito de Üsküdar (Estambul), 7 de mayo de 1923 – Estambul, 23 de diciembre de 2015) fue un almirante turco que fue Primer Ministro de Turquía desde la golpe de Estado militar de 1980 a las elecciones generales de 1983.

## Biografía
Ulusu se graduó en la Academia Naval Turca el 15 de octubre sde 1940 cxon el rango de subteniente. Consiguió el máximo cargo de almirante en 1974, y se retiró del ejército en 1980 como Comandante de la Armada, al que había llegado en 1977. Como primer ministro abogó por el acercamiento de Turkey a la OTAN así como también a los miembros del Consejo de Europa.
Después del golpe de Estado de 1980, Ulusu fue nombrado como Primer Ministro por las autoridades militares. Su Gabinete estuvo en el cargo hasta las elecciones generales de 1983.
Ulusu murió el 23 de diciembre de 2015, a los 92 años.